# Karlslund, Örebro

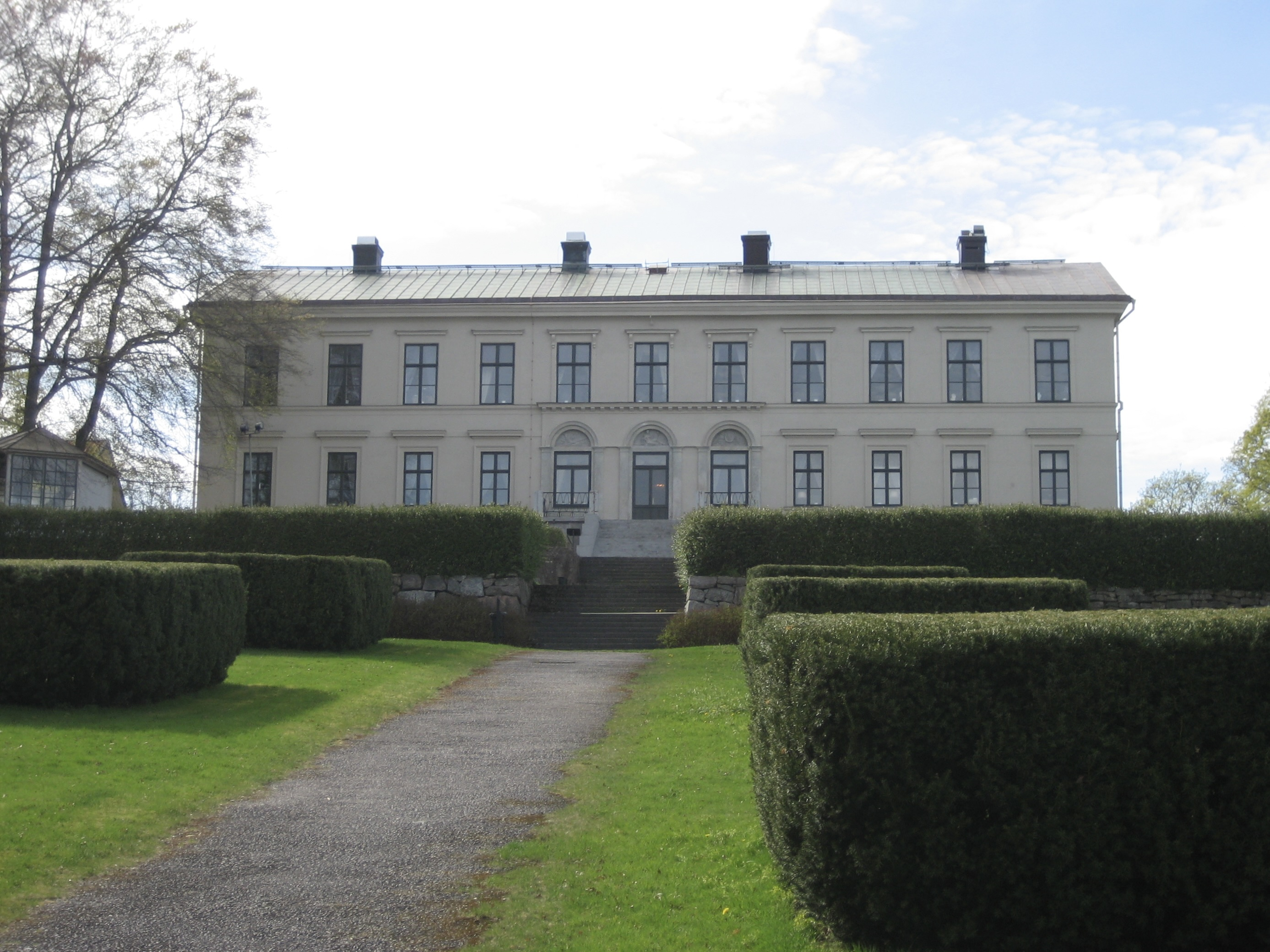
Karlslunds herrgård.

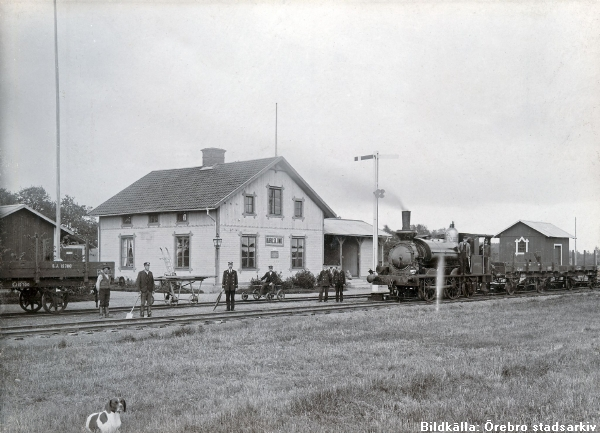
Karlslunds järnvägsstation år 1890

Karlslund är ett område i västra Örebro, uppkallat efter den tidigare kungsladugården Karlslunds herrgård i kulturreservatet Karlslund. Det ligger norr om Svartån och industriområdet Bista-Pilängen, och väster om stadsdelen Solhaga. Området omfattar Karlslunds herrgård med naturområden och Karlslundsskogen med motionsspår. Längbro kyrka ligger också i Karlslund. Hästhagens friluftsområde och idrottsområdet Rosta gärde är närmsta grannar. Vid Karlslund fanns förr en järnvägsstation som låg utmed Örebro-Svartå Järnväg.